# Hørby (Frederikshavn)
Hørby is een plaats in de Deense regio Noord-Jutland, gemeente Frederikshavn. De plaats telt 486 inwoners (2008).